# Північноалтайська мова
Північноалтайська мова (кумандинсько-челканська) — одна з двох гірсько-алтайських мов, мова челканців в кумандинців. 
Традиційно південно- та північноалтайська мови вважались однією мовою — алтайською. Однак відповідно до сучасних класифікацій тюркських мов вони є двома різними мовами. Ситуацію ускладнює те, що деякі з окремих південних і північних діалектів офіційно визнані окремими мовами нечисленних народів Росії (зокрема кумандинська та челканська).
За даними Всеросійського перепису населення 2002 року 65 534 осіб заявило, що володіє алтайською мовою.. За оцінками, з них лише близько 10 тисяч розмовляє на діалектах північноалтайської, інші — південноалтайською. Відповідно до деяких даних, лише 2 % алтайців вільно володіє алтайською мовою.
У складі північно-алтайської мови виділяють два діалекти:
- кумандинський діалект (къуманды / къубанды / къуўанды) ~8 000 осіб.
- челканський діалект (куу / къуу, чалкъанду / шалкъанду) ~2 000 осіб.

На основі культурно-етнографічних і деяких мовних ознак до північноалтайської зараховують також тубаларський діалект південноалтайської мови.
З північноалтайською мовою також межують, являючи собою, по суті, її діалекти, кондомська, шорська та нижньочулимська (мови -j-), на відміну від мов -z- мраської, шорської та середньочулимської, що входять до хакаської діалектної зони.
Північноалтайські діалекти зараховуються до хакаської групи тюркських (хакасько-алтайська підгрупа). Це, однак, сумнівно через інтервокальний -j- (у хакаських -z-). Імовірно, самостійне розгалуження тюркських мов -j-.
Писемність північно-алтайської мови здійснюється на кириличній основі. 2006 року в Алтайському краї видано абетку кумандинської мови.